# Konstruktivt träskydd

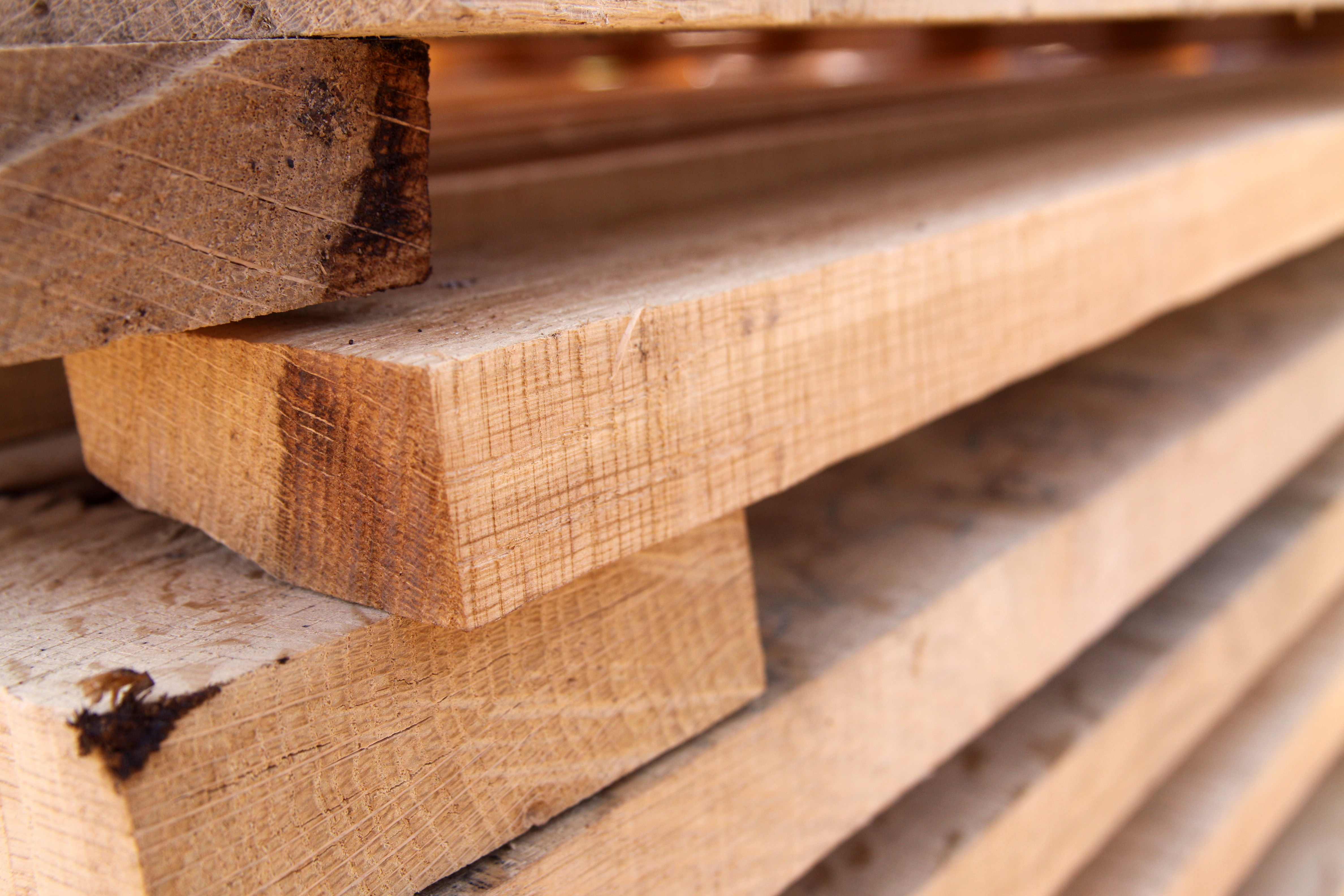
Ändträets kapillära sugförmåga tar upp 20 gånger mer fukt än långsidorna.

Konstruktivt träskydd (benämns även konstruktionstekniskt träskydd) är åtgärder som skyddar trä och träbaserade material i byggnadskonstruktioner mot angrepp av röta, blånad, mögel, insekter och marina träskadegörare genom att man utformar konstruktionen så att angrepp förebyggs. Åtgärderna beskrivs i teknisk-akademisk forskning och utbildning, av statliga eller statsstödda forskningsinstitut, av branschorganisationer, företag inom byggnadsindustrin, och av privata förespråkare för miljövänligt byggande och konsumentrådgivare.
Huvudprincipen för konstruktivt träskydd är att trä eller träbaserat material hålls torrt, vilket innebär en fuktkvot lägre än 20 procent, eller att träet kan torka om väta inte kan undvikas. Bland viktiga åtgärder märks att ändträ inte skall utsättas för vatten (ändträ suger upp 20 gånger mer vatten än träets flatsidor) och att man undviker smala springor som kapillärt leder vatten in i konstruktionen.
Konstruktivt träskydd är en kategori inom det vidare begreppet träskydd. Träskydd omfattar alla metoder för att skydda trä mot nedbrytning. Inom träskydd är det rekommenderat att man i första hand tar till vara alla möjligheter till konstruktivt träskydd. I andra hand kan kemiskt träskydd (träskyddsmedel) användas, varvid impregnering med kemikalier är den enda verkligt effektiva metoden. Impregnering har ofta miljömässiga nackdelar.